# Fontanna z Neptunem w Gliwicach
Fontanna z Neptunem w Gliwicach (potocznie niem. Gabeljürge, śl-niem. Gabeljerge) – fontanna w zachodniej części rynku w Gliwicach, wpisana do rejestru zabytków ruchomych województwa śląskiego.
Została wybudowana w 1794, stworzył ją Johannes Nitsche, rzeźbiarz barokowy, pochodzący z Opawy. Rzeźba przedstawia Neptuna z trójzębem w prawej dłoni, siedzącego na delfinie. Jest wykonana z piaskowca. Fontanna stoi na cokole wewnątrz kwadratowego basenu.
W drugiej połowie XIX wieku fontanna stała się ulubionym elementem krajobrazu Gliwic, a u mieszkańców zyskała przydomek „Jerzy z widłami” (niem. Gabeljürge).
Edmund Całka w swojej pracy Świat gliwickich legend, pisze, że pruskie władze przeznaczyły ratusz dla regimentu dragonów. Postanowili zrobić drewniane koryto do pojenia koni, lecz radcom miejskim się ten pomysł nie spodobał. Zlecono wybudowanie fontanny.

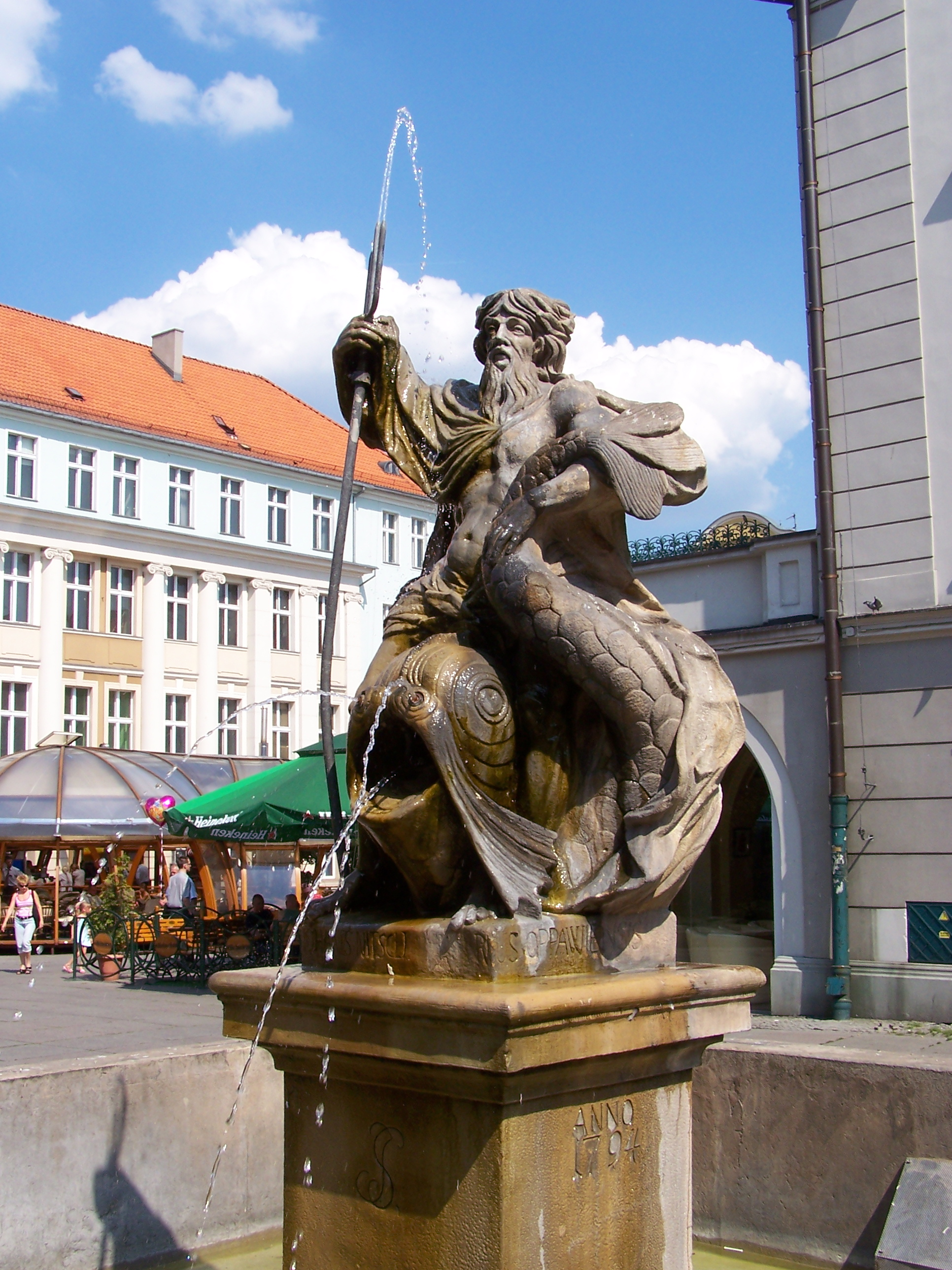
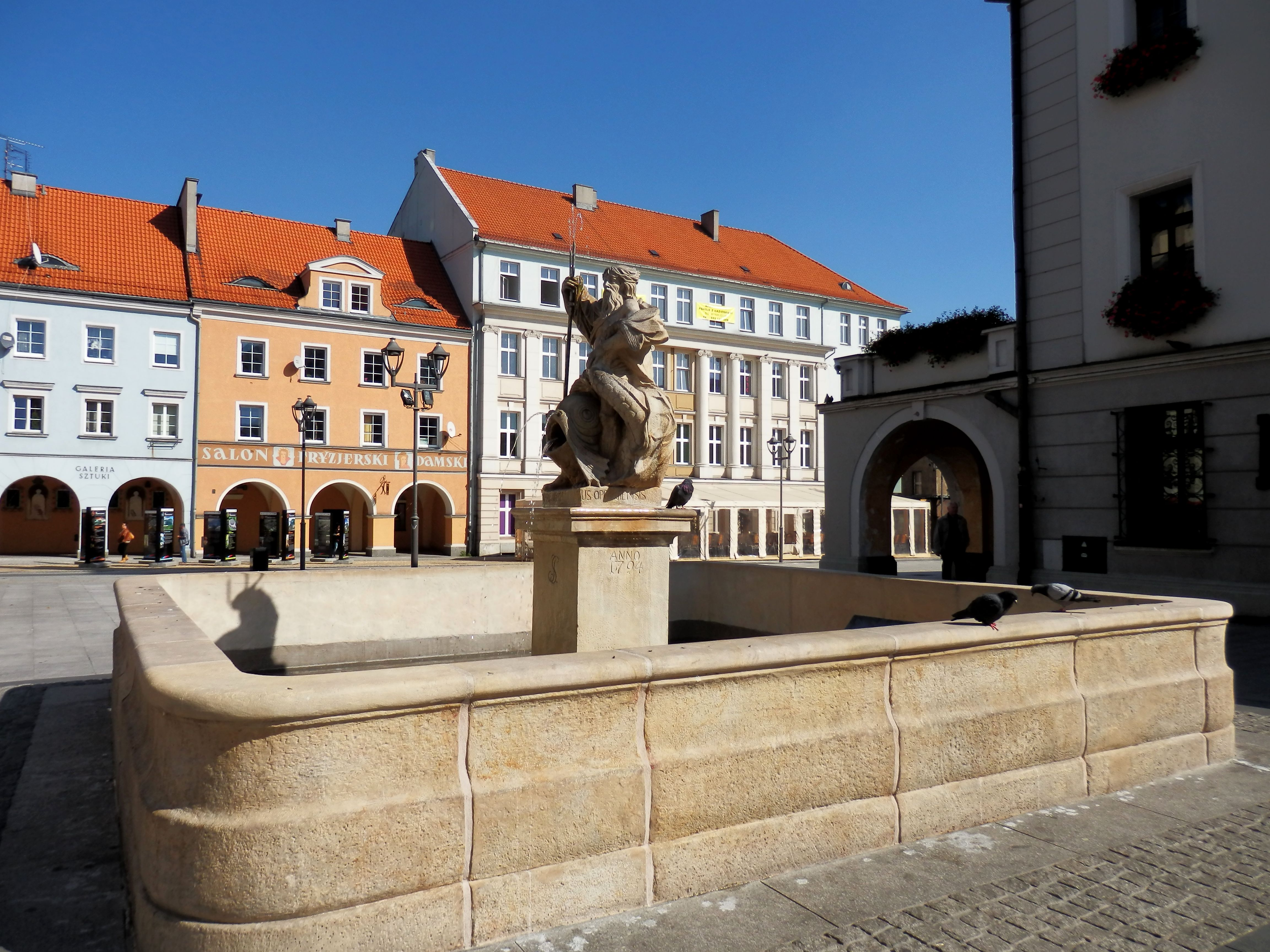
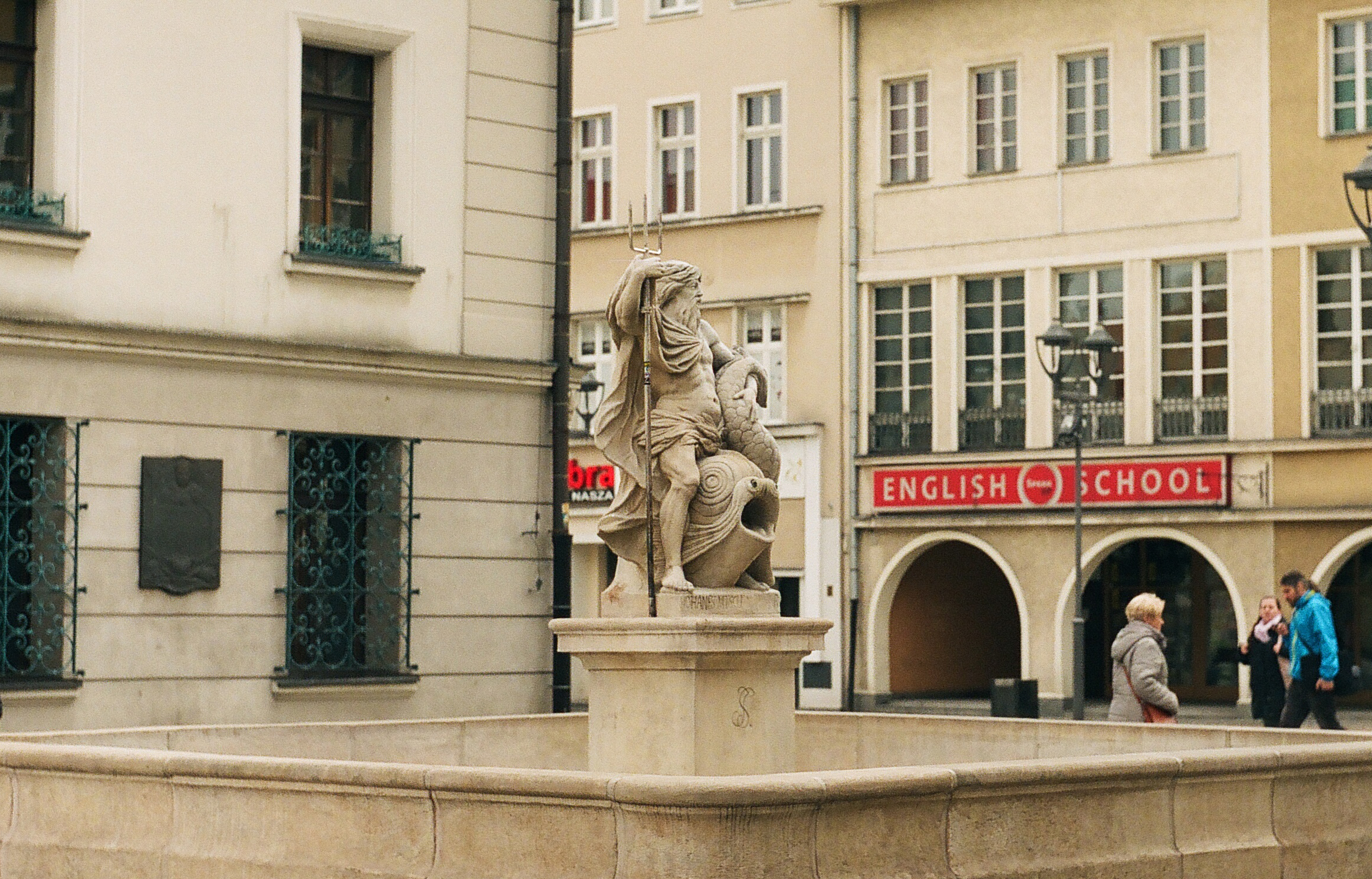
Widok na fontannę w trakcie przerwy w działaniu
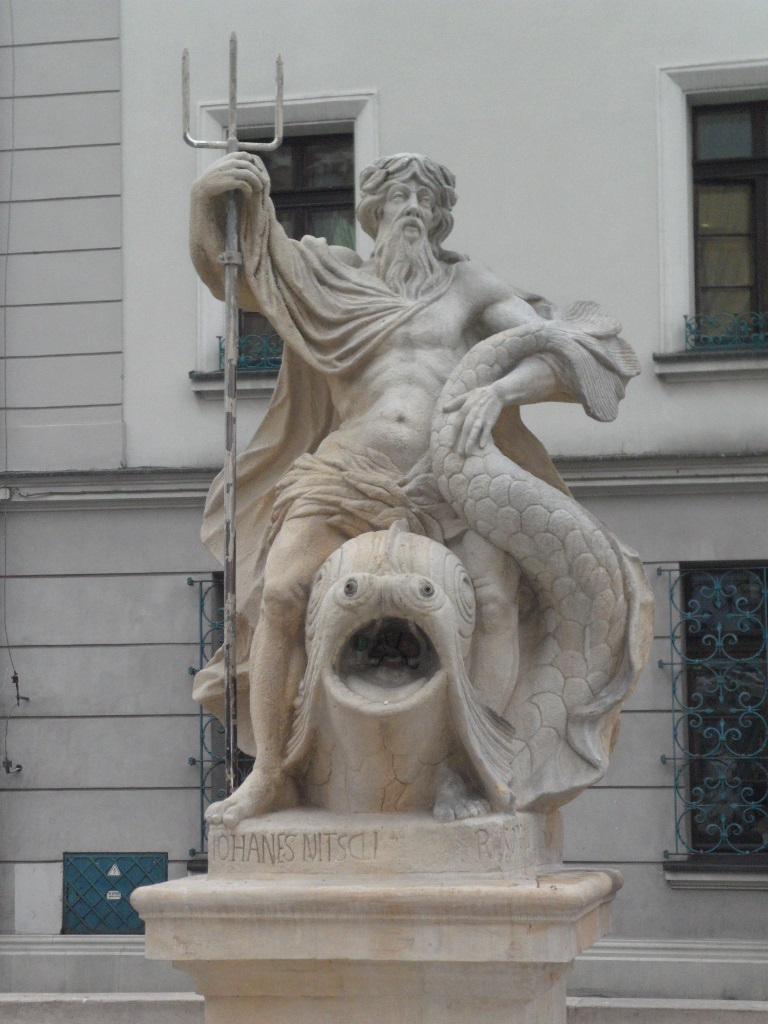